# Buinerkeet
De Buinerkeet of Ossenkeet is een rustplaats voor wandelaars en fietsers in boswachterij Exloo op de Hondsrug in de Nederlandse provincie Drenthe. De Buinerkeet is hemelsbreed zo'n drie kilometer verwijderd van de plaats Buinen en zo'n twee kilometer van de plaats Ees. De voormalige ossenstal ligt aan de Voorbosweg op een kruising van fiets- en wandelpaden.

## Geschiedenis
Eind 19e eeuw en begin 20e eeuw kocht Staatsbosbeheer uitgestrekte zandverstuivingen en heidevelden in Drenthe om die te ontginnen. Harm Tiesing beschreef de ontginning van een gebied dat in 1912 door de staat van de Odoorner markgenoten voor dit doel (ontginning) in de omgeving van Exloo en Ees werd aangekocht. In 1914 werd een gebied van 10 hectare door met zes ossen voortgetrokken ploegen omgeploegd. In het eerste jaar werd het gebied ingezaaid met lupine en serradelle als groenbemesting om de grond geschikt te maken voor bosbouw. fijnspar, sitkaspar, Oostenrijkse douglas en vooral de Japanse larix en inlandse en Amerikaanse eiken deden het goed, aldus een artikel over de Buinerkeet in het tijdschrift Spitwa(a)rk van de historische vereniging Carspel Oderen. Volgens dezelfde bron gedijde de veelgeplante grove den slecht. Door middel van een nieuw soort ploeg met een verstelbare diepgang konden ook goten verkregen worden, die later gebruikt werden voor de waterafvoer. Ossenstallen werden in die tijd gebruikt als schuilgelegenheid voor zowel trekossen als arbeiders. Het oorspronkelijke gebouw had ook een aanbouw die als paardenstal dienst deed. Ook in de omgeving van de plaats Valthe was een dergelijke schuilplaats voor trekossen gemaakt.

## Brand en herbouw
De keet brandde in 2005 door brandstichting af. In 2017 vatte de Lions Club Borger-Odoorn het plan op om de verloren gegane historisch en toeristisch van belang zijnde keet in Boswachterij Exloo te herbouwen. Met medewerking van Staatsbosbeheer en de gemeente Borger-Odoorn kon men aan de slag. Aan de hand van oude foto's werd een ontwerp getekend. Het nieuwe gebouw is iets kleiner dan het oorspronkelijke en het is moderner vorm gegeven. Oorspronkelijk was het dak van de keet met riet gedekt, nu zijn pannen gelegd. De bouw door een aannemer en vrijwilligers duurde een half jaar en de kosten bedroegen zo'n 30.000 euro. Het benodigde hout kwam uit het nabije bos.
In 2018 was de bouw gereed. Een stichting is opgericht voor het onderhoud en organiseert zo nu en dan activiteiten in en rond de Buinerkeet.

## Afbeeldingen

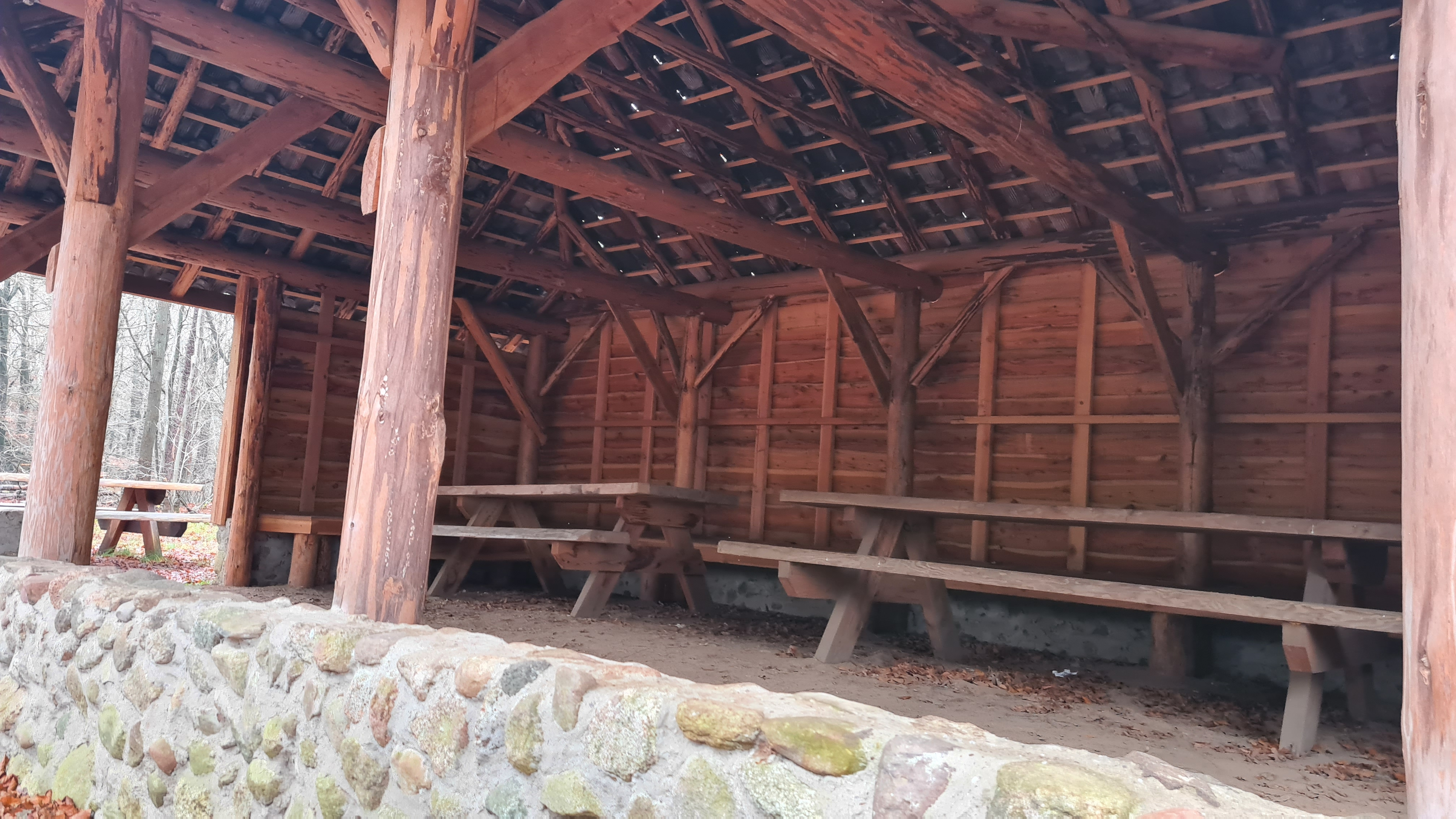
Interieur Buinerkeet
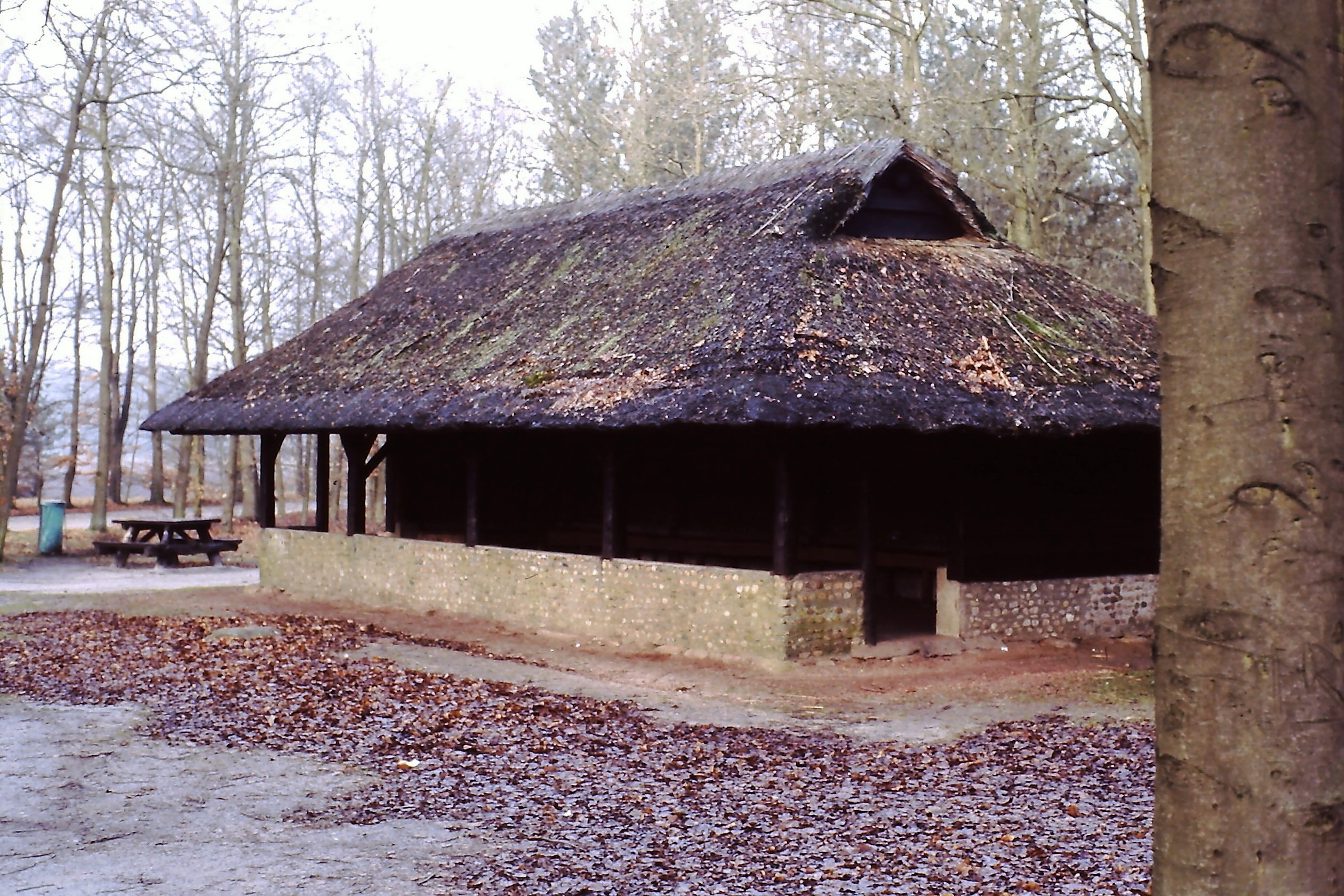
Buinerkeet, in 2005 door brand verwoest.
Circa 1920, een keet in het nog boomloze Buinerveld
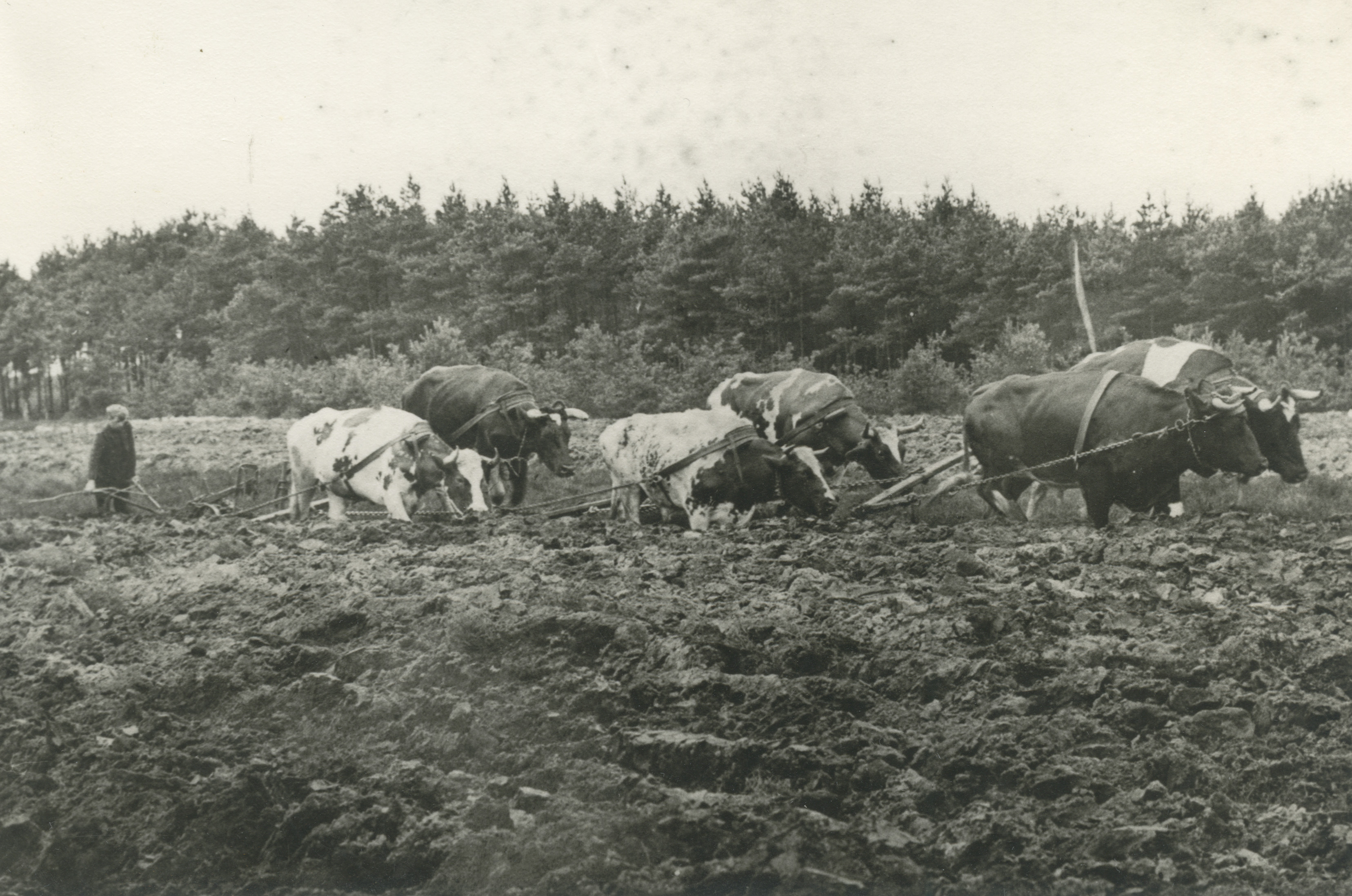
Ploegen met een span van zes ossen (Gieten, 1930)
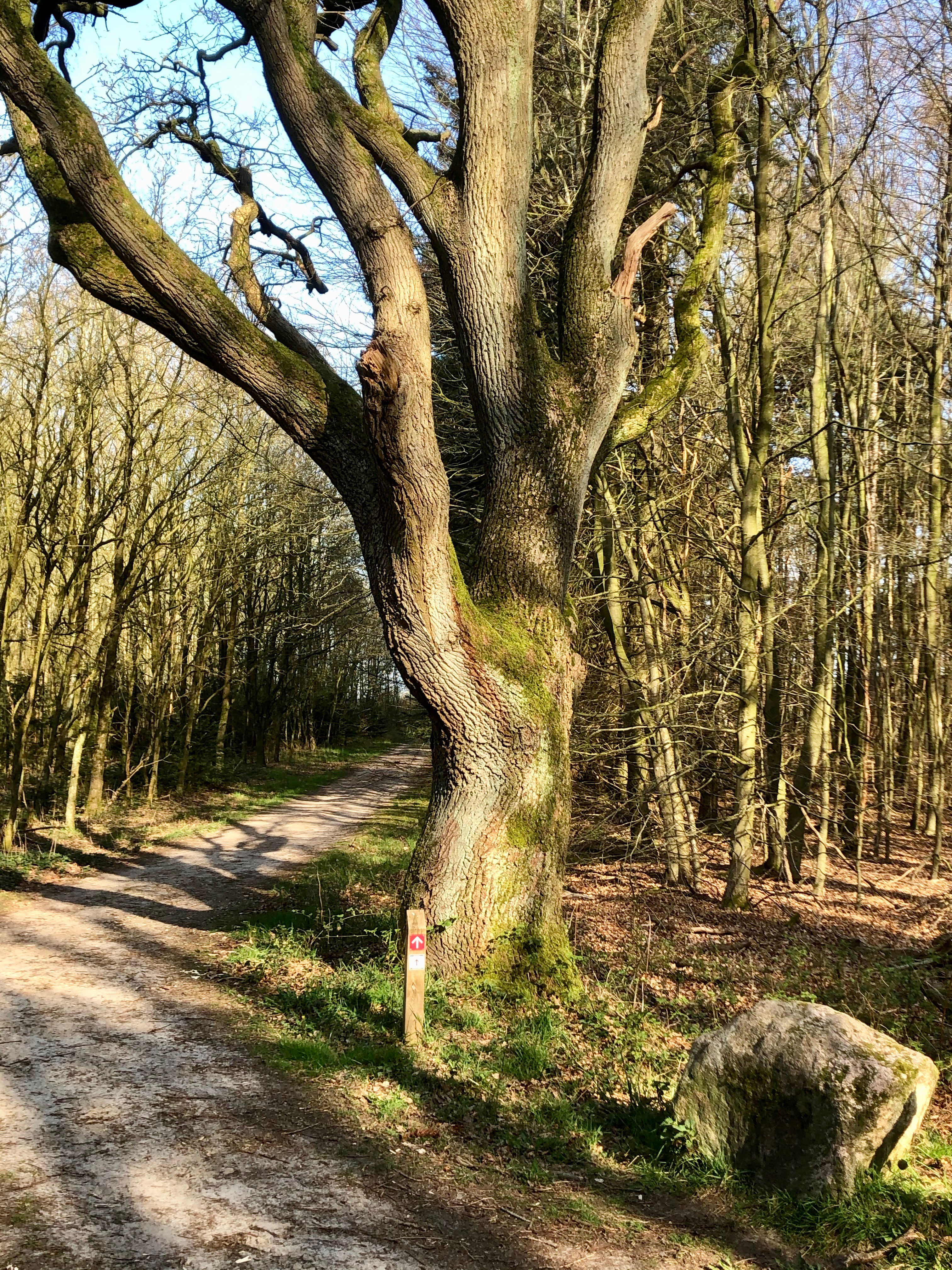
Markesteen tussen Exloo, Ees en Buinen en bijgeplante eik